# Er:YAG лазер
Er:YAG лазер или эрбиевый лазер — твердотельный лазер, чей активной лазерной средой является алюмо-иттриевый гранат (Er:Y3Al5O12) легированный ионами эрбия. Er:YAG лазеры обычно излучают свет с длиной волны 2940 нм, которая находится в инфракрасной области спектра.

## Приложения
Выходной сигнал Er:YAG лазера сильно поглощается водой. В результате они нашли широкое применение для медицинских процедур, при которых нежелательно глубокое проникновение излучения в ткани.
Лазеры Er:YAG используются для лазерной шлифовки кожи человека. Примеры использования включают лечение рубцов от прыщей, глубоких морщин и меланодермии. Помимо поглощения водой, излучение Er:YAG лазеров также поглощается гидроксиапатитом, что делает его хорошим лазером для резки костей, а также мягких тканей. Костная хирургия находит применение в челюстно-лицевой хирургии, стоматологии, имплантологии и отоларингологии. Er:YAG лазеры более безопасны для удаления бородавок, чем лазеры на диоксиде углерода, потому что ДНК вируса папилломы человека (ВПЧ) не обнаруживается в лазерном шлейфе. Er:YAG лазеры могут использоваться в лазерной хирургии для удаления катаракты, но из-за его водопоглощающей природы Nd:YAG лазер оказывается предпочтительнее.
Стоматологические лазеры на основе Er:YAG эффективны для атравматического удаления кариеса часто без применения местного анестетика для онемения зуба. Устранение вибрации стоматологической бормашины устраняет риск возникновения микротрещин в зубе. При первоначальном использовании при настройках низкой мощности энергия лазера оказывает седативное действие на нерв, в результате чего можно впоследствии увеличить мощность, не создавая ощущения боли в зубе. 